# Gianni
Radiša Trajković (n. 27 ianuarie 1973, Priștina, RS Serbia, RSF Iugoslavia), cunoscut sub numele de Đani, este un cântăreț sârb de gen pop-folk⁠(d) și turbo-folk.

## Biografie
Radisha Trajković a crescut în Kosovo și, din cauza conflictului din regiune (războiul din Kosovo), familia sa a fost nevoită să părăsească Priștina în 1992, mutându-se mai întâi în Elveția, iar ulterior în Kragujevac, Serbia. A început să studieze muzica în copilărie și și-a descoperit talentul pentru canto în perioada în care locuia în Priștina.
Cariera sa muzicală a început în anii 1990, iar în scurt timp a devenit un nume de succes în lumea muzicii pop-folk și turbo-folk. Acesta este un gen muzical care a câștigat popularitate în Balcani în acea perioadă, caracterizat printr-o combinație de muzică pop modernă și influențe tradiționale din folclorul sârbesc.
Pe parcursul carierei sale, Đani a lansat mai multe albume și a cântat numeroase hituri care l-au făcut celebru, fiind apreciat pentru vocea sa puternică și stilul său inconfundabil. De-a lungul anilor, a devenit unul dintre cei mai respectați artiști din muzica turbo-folk din regiunea Balcanilor, fiind apreciat atât în rândul fanilor, cât și în industria muzicală.
Este căsătorit cu Slađana și împreună au trei copii: doi băieți, Marko și Miloš, și o fată, Sofia.

## Discografie[7]

### Albume
- Tuđi svirači (1995)
- Ta žena (1998)
- Otišla si, e pa neka (2000)
- Neka pati žena ta (2001)
- Druga dva (2003)
- Sve mi tvoje nedostaje (2005)
- Balkanac (2007)
- Još te sanjam (2010)

### Videografie[7]
| Nume                                       | An    | Studio           |
| ------------------------------------------ | ----- | ---------------- |
| Још те сањам                               | 2009. | -                |
| Најјачи                                    | 2013. | Горан Шливић     |
| До задње паре                              | 2016. | daVideo          |
| Боље ми је боље ми је                      | 2017. | Royal Art        |
| Краљица                                    | 2017. | Никола Матијевић |
| Певачица                                   | 2017. | Давид Љубеновић  |
| Дежа ву                                    | 2018. | Љуба Радојевић   |
| Жали боже те лепоте                        | 2018. | Air View Studio  |
| Луталица                                   | 2020. | Марко Арсић      |
| Лако ти је бити веран кад те нико не гледа | 2020. | Марко Арсић      |
| Напиј се од среће                          | 2020. | Марко Арсић      |
| Туђа жена                                  | 2021. | Горан Шљивић     |
| Краљица                                    | 2022. | Марко Арсић      |
| Свако нек своју срећу бира                 | 2022. | Марко Арсић      |